# Chocolate (Kylie Minogue-sang)
"Chocolate" er en langsom pop-sang af den australske sangerinde Kylie Minogue fra hendes niende studiealbum Body Language (2003). Sangen blev skrevet af de britiske sangskrivere Karen Poole og Johnny Douglas. 

## Udgivelse
"Chocolate" blev udgivet som den tredje single fra albummet den 28. juni 2004 i Storbritannien. Sangen nåede førstepladsen i Ukraine og Chile, og Top 10 i Ungarn, Rumænien og Rusland. Sangen nåede nummer seks på UK Singles Chart.  Uden for Storbritannien var sangen en beskeden succes og nåede nummer fjorten i Italien. "Chocolate" blev udgivet den 12. juli 2004 i Australien og havde en moderat succes. Sangen nåede nummer fjorten på ARIA Charts og tilbragte i alt fire uger på Top 50.

## Formater og sporliste
Britisk CD 1
1. "Chocolate" (Radio Edit) – 4:02
2. "Love at First Sight" (Live at Money Can't Buy) – 4:57

Europæisk CD 1
1. "Chocolate" (Radio Edit) – 4:02
2. "Love at First Sight" (Live at Money Can't Buy) – 4:57

Britisk CD 2
1. "Chocolate" (Radio Edit) – 4:02
2. "City Games" – 3:42
3. "Chocolate" (Tom Middleton Cosmos Mix) – 7:29
4. "Chocolate" (EMO Mix Edit) – 4:31
5. "Chocolate" (Video)

Australsk CD
1. "Chocolate" (Radio Edit) – 4:02
2. "City Games" – 3:42
3. "Chocolate" (Tom Middleton Cosmos Mix) – 7:29
4. "Chocolate" (EMO Mix Edit) – 4:31
5. "Love at First Sight" (Live at Money Can't Buy) – 4:57
6. "Chocolate" (Video)

## Hitlister
| Hitliste                           | Placering |
| ---------------------------------- | --------- |
| Australien (ARIA Charts)           | 14        |
| Østrig (Ö3 Austria Top 75)         | 58        |
| Europa (European Hot 100 Singles)  | 19        |
| Frankrig (SNEP)                    | 69        |
| Tyskland (Media Control Charts)    | 43        |
| Ungarn (Mahasz)                    | 7         |
| Irland (Irish Singles Chart)       | 9         |
| Italien (FIMI)                     | 26        |
| Canada (Canadian Hot 100)          | 19        |
| New Zealand (RIANZ)                | 14        |
| Nederlandene (Mega Single Top 100) | 45        |
| Schweiz (Schweizer Hitparade)      | 53        |
| Storbritannien (UK Singles Chart)  | 6         |

## Udgivelseshistorie
| Land           | Dato          |
| -------------- | ------------- |
| Storbritannien | 28. juni 2004 |
| Australien     | 12. juli 2004 |